# توقيت مصر القياسي
توقيت مصر القياسي هو توقيت عالمي منسق+02:00،
في 20 أبريل 2015، قررت الحكومة المصرية عدم تطبيق التوقيت الصيفي لهذا العام بعد إجراء استطلاعات للرأي وضحت عدم رغبة المواطنين في تطبيق التوقيت الصيفي وكلفت الحكومة المصرية الوزراء المعنيين بإعداد دراسة شاملة حول جدوى تطبيق التوقيت الصيفي لتوضيح ما إذا كان سيتم تطبيقه في أعوام لاحقة أم لا.
في 21 أبريل 2011 قامت , مصر بإلغاء التوقيت الصيفي. ويتم استخدام التوقيت القياسي الافتراضي للدولة طول العام. ,في 7 مايو 2014, قامت الحكومة المصرية بإعادة استخدام التوقيت الصيفي بدءاً من 15 مايو 2014 باستثناء شهر رمضان.
وفي 1 مارس 2023 قررت الحكومة المصرية إعادة العمل بالتوقيت الصيفي بداية من الجمعة الأخيرة من شهر أبريل، حتى نهاية يوم الخميس الأخير من شهر أكتوبر من كل عام ميلادي.

## وصلات خارجية
- توقيت مصر الآن من موقع جرينتش الرسمي
- التوقيت الآن في مصر